# Campigliano
Campigliano è una frazione italiana situata nel comune di San Cipriano Picentino nella Provincia di Salerno nella regione Campania.
Campigliano è la frazione più distante dal comune di cui fa parte San Cipriano Picentino ed è situato 4,04 chilometri a sud di esso. È situato a 77 metri sul livello del mare e possiede un clima mediterraneo, come tutti gli insediamenti urbani campani, con inverni miti ed estati molto calde ed aride.